# Partia Świadomości Narodu

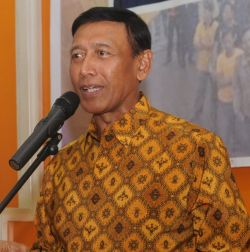
Były lider partii i emerytowany generał Indonezyjskich Sił Zbrojnych – Wiranto

Partia Świadomości Narodu (indonez. Partai Hati Nurani Rakyat, Partai Hanura) – założona w 2006 roku indonezyjska partia polityczna. 
W wyborach do Ludowej Izby Reprezentantów z 2014 roku partia uzyskała 5,26% ważnie oddanych głosów, zdobywając w ten sposób 16 mandatów. W kolejnych wyborach w 2019 roku Hanura nie zdobyła żadnego mandatu parlamentarnego (1,54% głosów).

## Poparcie w wyborach
| Wybory | Poparcie | Zmiana punktów procentowych | Mandaty | Zmiana |
| ------ | -------- | --------------------------- | ------- | ------ |
| 2009   | 3,77%    | –                           | 17      | –      |
| 2014   | 5,26%    | 1,49                        | 16      | 1      |
| 2019   | 1,54%    | 3,72                        | 0       | 16     |